# Halsnäs
Halsnäs är en udde i Finland. Den ligger i Hangö i landskapet Nyland, i den södra delen av landet, 100 km väster om huvudstaden Helsingfors.
Terrängen inåt land är platt. Runt Halsnäs är det ganska tätbefolkat, med 80 invånare per kvadratkilometer. Närmaste större samhälle är Hangö, 13,3 km sydväst om Halsnäs. I omgivningarna runt Halsnäs växer i huvudsak barrskog.